# Klaukkala
Klaukkala (Zweeds: Klövskog) is een plaats in het zuiden van Finland in de regio Uusimaa. Het inwonertal van dit dorp met lintbebouwing ligt er rond de 18.000 en is het snelst groeiende gebied van Nurmijärvi. Klaukkala heeft aanzienlijke migratie, voornamelijk vanuit de agglomeratie in Helsinki; het is een landelijk dorp op een half uur rijden van het centrum van Helsinki en trekt vooral gezinnen met kinderen aan.

## Vervoer
Klaukkala is te bereiken:
- vanuit Vantaa 3 km;
- vanuit Espoo 5 km;
- vanuit Nurmijärvi dorp 10 km;
- Vanuit Helsinki 30 km.

## Toeristische atracties
- Een moderne, met koper beklede kerk gebouwd in 2004;
- skigebied Tornimäki, dat ook een fitnesstrap bevat;
- alpaca boerderij in de buurt van het dorp.